# Ehēcatl

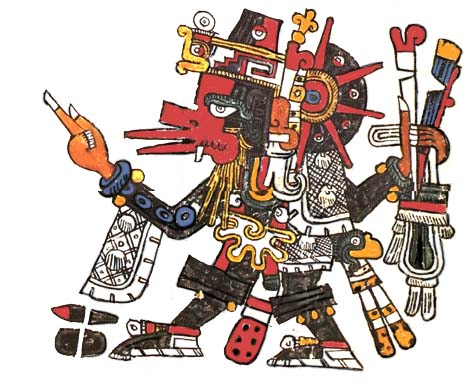
Reprezentare a lui Ehecatl-Quetzalcoatl (Quetzalcoatl combinat cu atributele lui Ehecatl), din Codexul Borgia

Ehecatl (Ehēcatl în nahuatl, Ehécatl în spaniolă, pronunție API: /'e.katɬ/) este o zeitate pre-columbiană asociată cu vântul, care apare frecvent în Mitologie aztecă mitologia aztecă, precum și în mitologiile altor culturi din partea centrală a Mexicului și a Mezoamericii.
Deși în limba nahuatl, ehēcatl înseamnă vânt, zeul este în mod obișnuit asociat cu Quetzalcóatl, șarpele cu pene, iar combinația Ehécatl - Quetzalcoatl , frecevent întâlnită, reprezenta una din aspectele tenebroase ale acestui zeu major al Mezoamericii. Ehēcatl în sine este un zeu major, fiind parte esențială a grupului de zei care au creat lumea. 
Asociat și cu mișcările solare, respectiv cu ploaia, Ehēcatl s-a îndrăgostit de o femeie, Mayáhuel, iubirea sa fiind simbolizată de un arbore frumos, care a reprezentat ulterior legătura dintre Ehécatl și pământ.
Conform mitologiei aztece, după crearea celui de-"al cincilea soare", Ehecatl a fost unul din fii cerului, egal cu Luna. Era reprezentat în mod obișnuit sub forma unei măști a unei fețe umane al cărui semn distinctiv era o gură în formă de cioc.

## Note

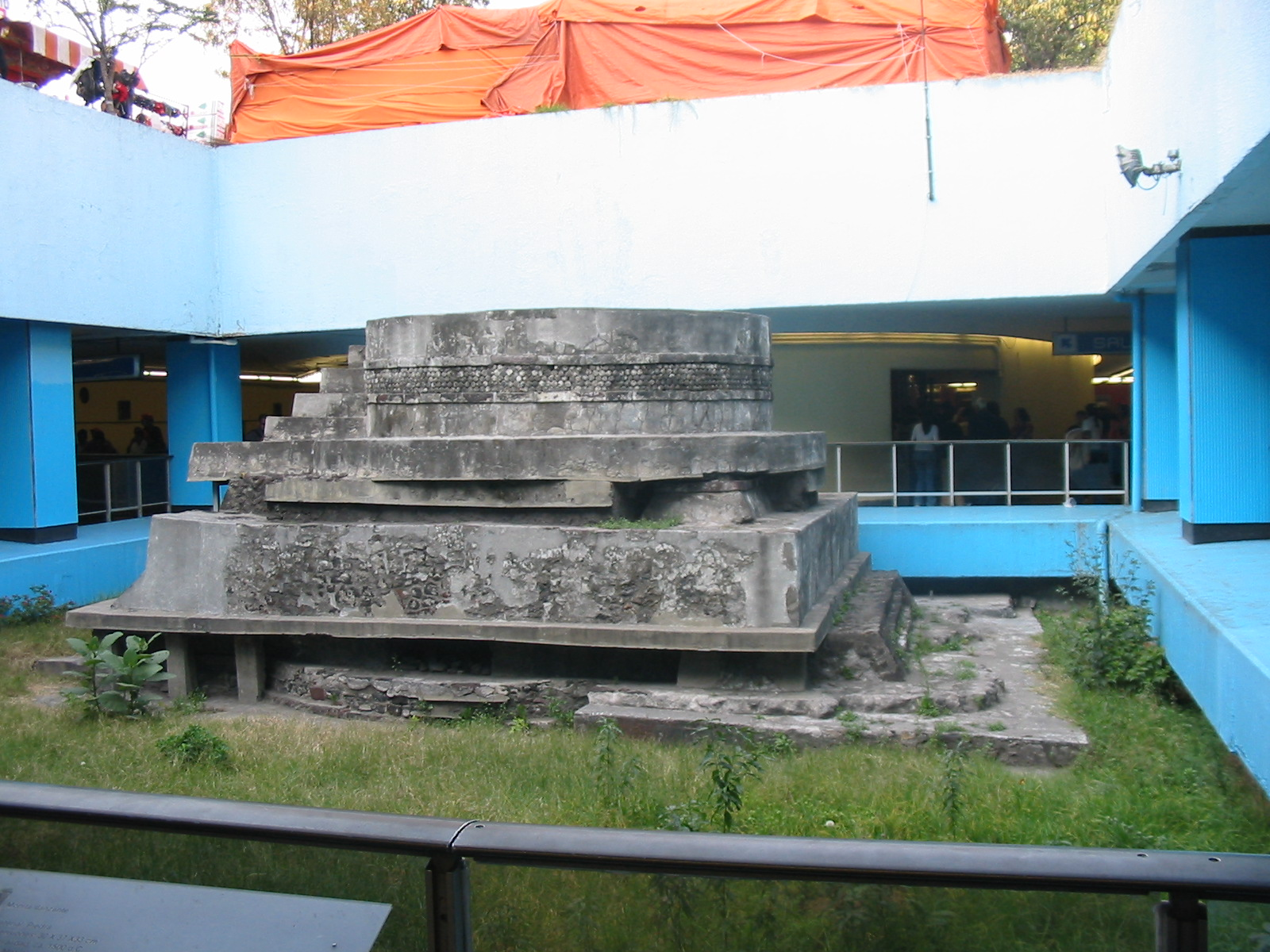
Altar dedicat zeului Ehécatl, aflat în mijlocul stației de metro Metro Pino Suárez din Mexico City. Acest altar a fost descoperit în timpul construcției stației, în 1967, unde a conntinuat să rămână până astăzi, înconjurat de peronul de acces dintre liniile 1 și 2